# Судостроитель (футбольный клуб, Николаев, 2016)
«Судостроитель» (укр. «Суднобудівник») — украинский футбольный клуб из Николаева. Основан в 2016 году. Выступал в любительском Чемпионате Украины и Чемпионате Николаевской области. С сезона 2016/17 получил профессиональный статус и выступал во Второй лиге Украины до сезона 2017/18.

## История
«Судостроитель» был основан в 2016 году. История клуба не связана с МФК «Николаев», который ранее носил такое же название. Первым президентом «Судостроителя» стала Татьяна Павлова, главным тренером — гражданин США, имевший вид на жительство на Украине, николаевец Денни Люкенс, вице-президентом Сергей Жданов, а спортивным директором — Юрий Чаус. По словам Люкенса, Без Жданова и Чауса не было бы этой команды. За короткий период Чаус и Жданов нашли игроков. Первый состав полностью состоял из футболистов из Николаева и области. В команде было много 17-18 летних футболистов, ещё шести игрокам не было и 21 года. Только несколько футболистов играли до этого на профессиональном уровне, это Сторублёвцев, Моря, Волков и Шиманец.
24 апреля 2016 года николаевский клуб дебютировал во всеукраинских соревнованиях — Любительском чемпионате Украины. На искусственном поле николаевского Центрального стадиона команда, созданная только в том месяце и тренировавшаяся вместе не более двух недель, уступила «Чайке» (Петропавловская Борщаговка) 0:1. Быстротечный групповой этап этого турнира «Судостроитель» завершил на последнем месте в группе, заработав два очка в шести играх.
В сезоне 2016/17 годов команда Дениса Люкенса впервые стартовала во второй лиге. Осенне-зимнюю часть турнира николаевцы ведомые лидерами Чаусом-младшим и Сторублёвцевым завершили на 14-м месте. Во время зимнего перерыва Жданов и Чаус покинули клуб, так что Люкенс остался фактически сам. Ушли почти все лидеры, в том числе, ведущие игроки команды Чаус-младший, Сторублёвцев, Хохлов. Пригласить смогли лишь ребят молодых, либо давно не имевших игровой практики на профессиональном уровне. Состав у николаевцев получился крайне ограниченным. Каждая дисквалификация или травма ставила под угрозу стройность построений, так что доигрывали сезон часто с 2-3 запасными. В итоге «Судостроитель» финишировал на последнем месте, не выиграв ни одного матча с разницей больше чем в один мяч, потерпев 12 разгромных поражений.
Во время летнего межсезонья Деннис Люкенс перешёл на должность президента клуба, а главным тренером был назначен Виктор Журов, до этого более двадцати лет тренировавший любительскую команду «Колос» из Степового, - многократного победителя чемпионата Николаевской области.